# Coupe afro-asiatique des clubs de football
 (décembre 2024).
Si vous disposez d'ouvrages ou d'articles de référence ou si vous connaissez des sites web de qualité traitant du thème abordé ici, merci de compléter l'article en donnant les références utiles à sa vérifiabilité et en les liant à la section « Notes et références ».
La Coupe afro-asiatique des clubs champions est une ancienne compétition annuelle de football ayant eu lieu entre 1986 et 1999, organisée conjointement par la Confédération africaine de football (CAF) et la Confédération asiatique de football (AFC) sous l'égide de la FIFA qui opposait les clubs vainqueurs respectivement de la Ligue des champions de la CAF et de la Ligue des champions de l'AFC.
Le Zamalek SC est le club le plus titré dans l'histoire de la compétition avec deux sacres.

## Histoire
La Coupe afro-asiatique est créée sur le modèle de la Coupe intercontinentale, organisée conjointement par l'UEFA et la CONMEBOL. 
La première édition a eu lieu en 1986 et s'est terminée par la victoire des Sud-coréens de Busan IPark FC face aux Marocains d'ASFAR Rabat. La compétition a vu notamment la domination égyptienne, grâce aux victoires du Zamalek SC en 1986 et d'Al-Ahly SC en 1988 .
Les éditions de 1990 et 1991 sont annulées. 
En 1997, le Zamalek SC gagne son deuxième titre face à Pohang Steelers. 
Le club marocain du Raja CA est le dernier à remporter la compétition en 1998.
L'édition de 1999, programmée en juin 2000 entre les Ivoiriens de l'ASEC Mimosas et les Japonais de Júbilo Iwata est annulée. 
La compétition a été officiellement interrompue à la suite d'une décision de la CAF le 30 juillet 2000, après que les représentants de l'AFC aient soutenu l'Allemagne lors du vote pour l'organisation de la Coupe du monde de 2006 plutôt que l'Afrique du Sud.

## Format
La 1re édition s'est joué en 1986 à Riyad en une seule rencontre ainsi que la 2e édition qui s'est déroulée en 1987 à Caire.
Depuis la 3e édition du 1988, le conseil de la compétition a décidé de faire joué deux rencontres (matche aller et match retour).

## Palmarès

### Par édition
| #  | Édition | Vainqueur                 | Finaliste                 | Score                     | Score                     |
| -- | ------- | ------------------------- | ------------------------- | ------------------------- | ------------------------- |
| 1  | 1986    | Busan IR                  | AS FAR                    | 2 - 0                     | 2 - 0                     |
| 2  | 1987    | Zamalek SC                | Furukawa EC               | 2 - 0                     | 2 - 0                     |
| 3  | 1988    | Ahly SC                   | Yomiuri FC                | Aller : 3 - 1             | Retour : 1 - 0            |
| 4  | 1989    | ES Sétif                  | Al-Sadd SC                | Aller : 2 - 0             | Retour : 3 - 1            |
| 5  | 1990    | Raja CA Liaoning YFC      | Raja CA Liaoning YFC      | Raja CA Liaoning YFC      | Raja CA Liaoning YFC      |
| 6  | 1991    | JS Kabylie Esteghlal FC   | JS Kabylie Esteghlal FC   | JS Kabylie Esteghlal FC   | JS Kabylie Esteghlal FC   |
| 7  | 1992    | Club africain             | Al-Hilal FC               | Aller : 2 - 1             | Retour : 2 - 2            |
| 8  | 1993    | Wydad AC                  | PAS Téhéran               | Aller : 0 - 0             | Retour : 2 - 0            |
| 9  | 1994    | Thai FBFC                 | Zamalek SC                | Aller : 1 - 2             | Retour : 1 - 0            |
| 10 | 1995    | ES Tunis                  | Thai FBFC                 | Aller : 1 - 1             | Retour : 3 - 0            |
| 11 | 1996    | Cheonan IC                | Orlando Pirates           | Aller : 0 - 0             | Retour : 5 - 0            |
| 12 | 1997    | Zamalek SC (2)            | FCP Steelers              | Aller : 1 - 2             | Retour : 1 - 0            |
| 13 | 1998    | Raja CA                   | FCP Steelers              | Aller : 2 - 2             | Retour : 1 - 0            |
| 14 | 1999    | ASEC Mimosas Júbilo Iwata | ASEC Mimosas Júbilo Iwata | ASEC Mimosas Júbilo Iwata | ASEC Mimosas Júbilo Iwata |

## Bilan

### Palmarès par club
| Rang | Club            | Victoire | Finaliste |
| ---- | --------------- | -------- | --------- |
| 1    | Zamalek SC      | 2        | 1         |
| 2    | Thai FBFC       | 1        | 1         |
| 3    | FCD Royals      | 1        | 0         |
| 3    | Al Ahly SC      | 1        | 0         |
| 3    | ES Sétif        | 1        | 0         |
| 3    | FCL Whowin      | 1        | 0         |
| 3    | Club africain   | 1        | 0         |
| 3    | Wydad AC        | 1        | 0         |
| 3    | ES Tunis        | 1        | 0         |
| 3    | Cheonan IC      | 1        | 0         |
| 3    | Raja CA         | 1        | 0         |
| 4    | FCP Steelers    | 0        | 2         |
| 5    | Al-Hilal FC     | 0        | 1         |
| 5    | ASFA Rabat      | 0        | 1         |
| 5    | Furukawa FC     | 0        | 1         |
| 5    | Yomiuri SC      | 0        | 1         |
| 5    | Al-Sadd SC      | 0        | 1         |
| 5    | PAS Téhéran     | 0        | 1         |
| 5    | Orlando Pirates | 0        | 1         |

### Palmarès par nation
| Rang | Pays            | Victoires | Finalistes |
| ---- | --------------- | --------- | ---------- |
| 1    | Égypte          | 3         | 1          |
| 2    | Corée du Sud    | 2         | 2          |
| 3    | Maroc           | 2         | 1          |
| 4    | Tunisie         | 2         | 0          |
| 5    | Thaïlande       | 1         | 1          |
| 6    | Algérie         | 1         | 0          |
| 7    | Japon           | 0         | 2          |
| 8    | Afrique du Sud  | 0         | 1          |
| 8    | Arabie saoudite | 0         | 1          |
| 8    | Iran            | 0         | 1          |
| 8    | Qatar           | 0         | 1          |

### Palmarès par continent
| Continent | Victoires | Finalistes |
| --------- | --------- | ---------- |
| Afrique   | 8         | 3          |
| Asie      | 3         | 8          |